# 中国中央电视台文艺频道
中国中央电视台文艺频道是中国中央电视台所拥有的一条以普通话广播文艺节目为主的电视频道。频道节目主要是重播CCTV-1、CCTV-2、CCTV-3的文艺节目，极少内容为自制节目，如《综艺走廊》《文化简讯》（后均转移CCTV-3，两档节目均为CCTV-3的《中国文艺报道》和《文化十分》共同的前身），由中央电视台文艺部负责。

## 历史
- 1995年11月30日，中国中央电视台文艺频道在CCTV-3正式开播，通过中星5号卫星加密播出，覆盖全国，北京地区则以DS-29频道无线传输，原在北京地区以DS-15频道传输的中国中央电视台第三套节目（以文体为主的综合频道）于同日停播。
- 1996年1月15日，CCTV-3与CCTV-8台标互换，CCTV-3调整为戏曲·音乐频道，CCTV-8调整为文艺频道。
- 1999年5月3日，CCTV-8正式由文艺频道改为影视剧频道，同年8月30日呼号微调为电视剧频道。